# Junge Grüne (Schweiz)
Die Jungen Grünen Schweiz sind die Jungpartei der Grünen Partei der Schweiz (GPS). Bei den Schweizer Parlamentswahlen 2019 waren sie die wählerstärkste Jungpartei des Landes. Obschon sie politisch und organisatorisch unabhängig von der Mutterpartei sind, findet in den meisten politischen Themen eine Zusammenarbeit statt. Sie sind mit zahlreichen Kantonal- und Ortssektionen in allen Kantonen vertreten.

## Positionen
Die Jungen Grünen Schweiz sind eine ökologische, antikapitalistische und gesellschaftsliberale Jungpartei. Ihre politischen Schwerpunkte sind der Schutz der natürlichen Lebensgrundlagen, die soziale und globale Gerechtigkeit, Chancengleichheit aller Menschen, friedliche Konfliktlösung und eine offene und tolerante Schweiz. Die Jungen Grünen setzen sich für ein konsequentes Umdenken in Wirtschaft und Gesellschaft ein. Sie hinterfragen Machtverhältnisse, insbesondere zwischen Geschlechtern kritisch und setzen sich gegen Diskriminierung, Ausgrenzung und Rassismus ein.
In der Klimapolitik fordern die Jungen Grünen bis 2030 eine Reduktion des CO2-Ausstosses auf netto Null, um die globale Erwärmung auf unter 1,5 °C zu begrenzen. Um dieses Ziel zu erreichen, fordern sie einen umfassenden politischen und wirtschaftlichen Wandel in allen Bereichen, insbesondere in den Bereichen Verkehr, Energie, Konsum und Landwirtschaft. Die Strom- und Energieversorgung soll durch 100 % erneuerbare Energien sichergestellt werden. In der Verkehrspolitik streben die Jungen Grünen autofreie Städte, die Förderung des öffentlichen Verkehrs und ein Verbot von Inlandflügen an.
Die Jungen Grünen engagieren sich für die Gleichstellung aller Geschlechter und gegen die Diskriminierung aufgrund der Herkunft, des Aussehens, der Geschlechtsidentität, der sexuellen Orientierung oder eines anderen Merkmals. Sie streben die Abschaffung der Armee an und fordern stattdessen eine aktive Friedensförderung insbesondere durch die Förderung des fairen Handels. Nicht zuletzt setzen sie sich für einen starken und solidarischen Staat mit gerechten Steuern für Reiche und Grosskonzerne ein. Ein weiteres wichtiges Anliegen ist für sie ein ausgebauter Sozialstaat. Dazu gehören umfassende Sozialversicherungen sowie ein existenzsichernder Mindestlohn für alle Arbeitnehmerinnen und Arbeitnehmer. 2016 unterstützten die Jungen Grünen die Initiative für ein Bedingungsloses Grundeinkommen.
Die Jungpartei der Grünen verlangt von der Schweiz ein stärkeres Engagement in der globalen Armutsbekämpfung und unterstützt darum den Ausbau der Entwicklungszusammenarbeit. Gleichzeitig setzen sie sich gegen internationale Steuerflucht und Tiefsteuerpolitik ein, um die globale Ungerechtigkeit zu entschärfen. Aus diesen Gründen vernetzen sie sich international und sind insbesondere Mitglied der Federation of Young European Greens (FYEG) und der Global Young Greens (GYG).

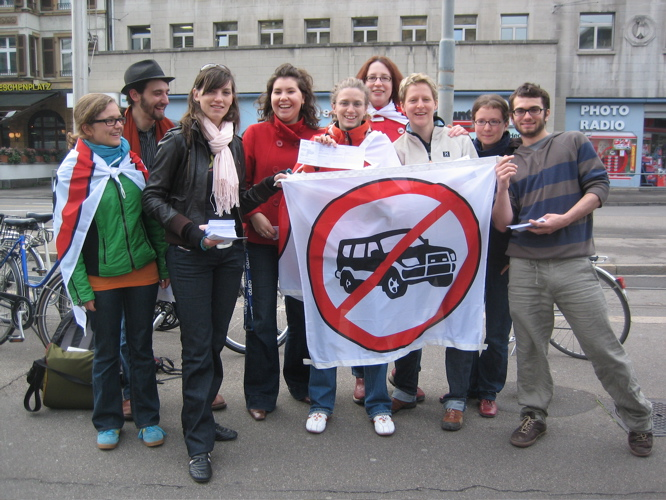
Basler Junge Grüne vertreten die Stopp-Offroader-Initiative

## Initiativen
Die Jungen Grünen waren die erste Jungpartei der Schweiz, die eine nationale Volksinitiative zu Stande brachte: Die Stopp-Offroader-Initiative, die einen absoluten Emissionsgrenzwert für die Neuzulassung von Personenwagen von 250 g CO2/km fordert. Die Initiative wurde im Frühjahr 2011 zugunsten eines Gegenvorschlages zurückgezogen.

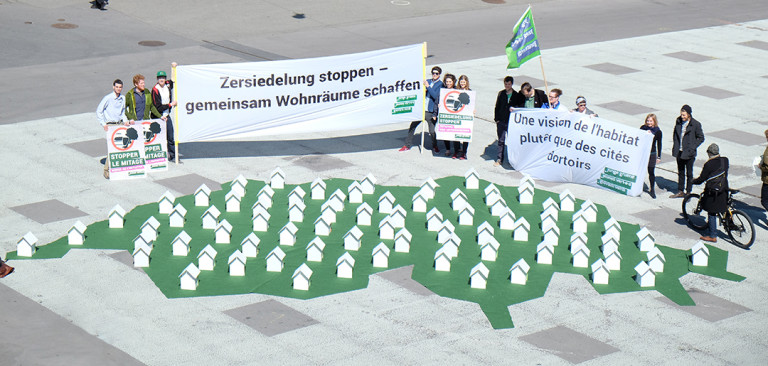
Lancierung der Zersiedelungsinitiative der Jungen Grünen

Im April 2015 lancierten die Jungen Grünen die Initiative Zersiedelung stoppen – für eine nachhaltige Siedlungsentwicklung (Zersiedelungsinitiative). Die nationale Volksinitiative wurde am 21. Oktober 2016 mit 135 000 Unterschriften eingereicht und beinhaltet eine Plafonierung der momentanen Baufläche, sowie die Verpflichtung, innovative und verdichtete Bauformen zu fördern. Die Initiative wurde im Februar 2019 mit 36,3 % Ja-Anteil von der Bevölkerung abgelehnt.
Die Jungen Grünen lancierten im April 2017 ihre dritte Volksinitiative, Verbot der Finanzierung von Kriegsmaterialproduzenten, zusammen mit der Gruppe für eine Schweiz ohne Armee (GSoA). Sie forderte, dass die Nationalbank und Pensionskassen keine Investitionen in Kriegsmaterialproduzenten tätigen dürfen. Die Initiative wurde im November 2020 mit 42,55 % Ja-Anteil von der Bevölkerung abgelehnt.
Inspiriert durch die Forderungen der Klimastreik-Bewegung, begann die Jungpartei 2020 mit der Ausarbeitung einer vierten nationalen Volksinitiative. Die Initiative Für eine verantwortungsvolle Wirtschaft innerhalb der planetaren Grenzen (Umweltverantwortungsinitiative) wurde im August 2021 lanciert und fordert, dass die Wirtschaft nur noch so viele Ressourcen verwenden und Schadstoffe freisetzen darf, dass die Belastungsgrenzen der Natur nicht überschritten werden. Sollte die Initiative von Volk und Ständen angenommen werden, wird ausserdem verlangt, dass die Schweiz innerhalb von zehn Jahren (nach der Annahme) die planetaren Grenzen in sechs zentralen Bereichen einhält: Klima, Biodiversität, Wasserverbrauch, Landnutzung, Luftverschmutzung sowie Stickstoff- und Phosphoreintrag. Die Initiative wurde im Februar 2025 von der Bevölkerung abgelehnt.

## Referenden
Im Oktober 2012 ergriffen die Jungen Grünen zusammen mit anderen zumeist kleinen linken und christlichen Organisationen das Referendum gegen die Asylgesetzverschärfungen. Am 17. Januar 2013 wurde das Referendum mit rund 60'000 gültigen Unterschriften eingereicht.
Im Juni 2018 leitete die Jungpartei das linke Referendumskomitee gegen das Geldspielgesetz «Für Suchtprävention und gegen Netzsperren». Im Dezember 2018 ergriff die Partei als erstes das Referendum gegen die Steuerreform und AHV-Finanzierung (STAF).

## Organisation
Sheldon Masseraz wurde am 19. April 2025 zum Co-Präsidenten gewählt und ergänzt damit Magdalena Erni, die schon seit 2023 Co-Präsidentin ist. Erni und Masseraz bilden gemeinsam mit dem Sekretariat und weiteren frei gewählten Mitgliedern die Geschäftsleitung. Die Geschäftsleitung ist das operative Gremium der Jungen Grünen Schweiz und vertritt die Jungen Grünen nach aussen. Die Mitglieder der Geschäftsleitung sind Teil des nationalen Vorstandes, der als strategisches Gremium aus Vertretungen der Kantonalsektionen besteht.
In der Vergangenheit bestand das Co-Präsidium der Jungen Grünen Schweiz teilweise aus drei Personen, womit eine ausgewogene Vertretung der Geschlechter und Sprachregionen sichergestellt wurde. Ehemals im Co-Präsidium waren unter anderem Margot Chauderna (2022–2025), Julia Küng (2020–2023), Oleg Gafner (2020–2022), Maja Haus (2018–2020), Luzian Franzini (2016–2020), Kevin Morisod (2017–2020), Judith Schmutz (2016–2018), Andreas Lustenberger (2012–2016), Lena Frank (2012–2016), Ilias Panchard (2013–2017) und Martin Neukom (2008–2012).
Die Jungen Grünen setzen vor allem auf das Engagement und Aktivismus auf der Strasse, um mit Kundgebungen, Unterschriftensammlungen und ähnlichen Aktionen ihren Zielen näher zu kommen. Mehrmals pro Jahr werden Weekends und Mitgliederversammlungen durchgeführt. Seit 2015 veranstalten sie mit dem «Greenearth-Festival» das erste Politfestival der Schweiz, das traditionell über Ostern stattfindet. Zahlreiche Mitglieder sind in den lokalen und kantonalen Parlamenten vertreten. Ehemalige Mitglieder mit landesweiter Bekanntheit sind unter anderem Bastien Girod, der 2007 in den Nationalrat gewählt wurde, Aline Trede, ehemalige Vize-Präsidentin und Nationalrätin der Grünen sowie Martin Neukom, seit 2019 Regierungsrat im Kanton Zürich.